# Tony Sjöman
Tony Sjöman, också känd som Rubin 415, född 1975, är en svensk konstnär.
Tony Rubin är son till svetsaren Rauno Sjöman och växte upp i Bergsjön i Göteborg. Han var i sin ungdom graffitimålare och började som vuxen måla igen, efter att ha blivit inspirerad vid besök i New York i slutet av 1990-talet. Han flyttade senare 2009 till USA. när och målar idag också på duk.
Han har skapat abstrakta, geometriska muralmålningar i framför allt i USA, bland annat i det område som han har sin ateljé, Williamsburg i Brooklyn i New York. I Sverige utförde han 2017 muralmålningar i nyuppförda bostadshus i Örgryte torp i Göteborg.
Han är gift med den sverigefinska journalisten Sanna Posti Sjöman.

## Offentliga verk i urval
- Muralmålning, 69:e våningen, Four World Trade Center, New York, USA
- Muralmålning på brandgavel, Asbury Park, New Jersey, USA, 2016
- "Rauno", muralmålning, med flera. 15 målningar i trapphus, entré och cykelrum i fyra hus, HSH-bostadsrättsföreningen Studio 2, Örgryte torp, Göteborg, 2017
- Muralmålning på gavel till bostadshöghus, 1 Bill South, Nationals Park, Washington D.C., USA, 2017
- "The Nordic", målning på byggnadsfasad, Queens, New York, USA, 2017
- Muralmålning, Wine Legend Restaurant, Brooklyn, New York, USA, 2017
- Målningar över hela fasaderna på ett större tvåvåningshus, Jersey City, New Jersey, USA, 2018
- Väggmålning vid husentré, Aspen, Colorado, USA, 2019
- Muralmålning, Vantage, Jersey City, USA, 2019
- Målning på dekorationsmur vid swimmingpool, Marriott W Hotel South Beach, Miami, Florida, USA, 2018
(också på American Express-kreditkort)
- Muralmålningar, Saint Cecilia Church, 84 Herbert Street, Brooklyn, New York, USA
- Sugarlift Gallery, Morgan Avenue, Brooklyn, New York,USA